# Мілоґощ (Валецький повіт)
Мілоґощ (пол. Miłogoszcz) — село в Польщі, у гміні Тучно Валецького повіту Західнопоморського воєводства.
Населення — 157 осіб (2011).
У 1975-1998 роках село належало до Пільського воєводства.

## Демографія
Демографічна структура станом на 31 березня 2011 року:
|          | Загалом | Допрацездатний вік | Працездатний вік | Постпрацездатний вік |
| -------- | ------- | ------------------ | ---------------- | -------------------- |
| Чоловіки | 80      | 17                 | 55               | 8                    |
| Жінки    | 77      | 16                 | 42               | 19                   |
| Разом    | 157     | 33                 | 97               | 27                   |